# Meconopsis quintuplinervia
Meconopsis quintuplinervia är en vallmoväxtart som beskrevs av Eduard August von Regel. Meconopsis quintuplinervia ingår i släktet bergvallmor, och familjen vallmoväxter. Utöver nominatformen finns också underarten M. q. glabra.